# 스윙칩
스윙칩은 오리온에서 제조판매하는 감자 스낵이다. 동 회사의 포카칩 자매품이며 포카칩과는 다르게 과자 두께가 두툼하여 바삭한 식감을 가진다.
1994년, 포카칩의 자매품으로 첫 출시를 하였다. 식염 형태가 아닌 볶음고추장맛을 가미하여 나온 오리지널은 2015년까지 잠시 나온 적이 있는데 이것이 스윙칩 최초의 식염을 가미한 오리지널 감자칩이다. 
포카칩과는 다르게 겉면이 물결무늬를 새겼으며 얇고 바삭한 식감의 포카칩과는 다르게 두께가 두툼하고 바삭한 식감을 가졌다. 
볶음고추장맛의 경우 출시 이래로 처음에 매콤하다는 고정과는 다르게 의외로 달달한 맛이 가미되었다. 시장 반응도 좋아서 현재까지도 나오고 있는 중이다.

## 종류
- 볶음고추장맛: 스윙칩의 첫 가미제품으로 볶음고추장맛 이면서도 달달하고 고소한 맛을 내고있어서 현재까지도 나오고 있다.
- 오리지널: 감자와 식염으로 된 일반 감자칩과 비슷한 형태이다. 현재는 단종되었다.
- 사워크림 & 어니언: 사워크림과 양파맛을 가미한 제품이다. 현재는 단종되었다.
- 떡갈비맛: 떡갈비맛을 가미한 제품이다. 현재는 단종되었다.
- 치즈맛: 감자에 치즈를 가미한 제품이다.
- 씨푸드맛: 해산물을 가미한 제품이다. 현재는 단종되었다.
- 페퍼 스테이크맛: 현재는 단종되었다.
- 간장치킨맛: 간장치킨맛을 가미한 제품이다.
- 오모리 김치찌개맛: 김치찌개 브랜드 오모리와 콜라보로 생산된 제품이다. GS25 단독 판매상품이다.
- 고추참치맛: 감자에 고추참치의 매운맛을 가미한 제품이다. 세븐일레븐 단독 판매상품이다.
- 큐브스테이크맛: 감자에 큐브스테이크를 가미한 제품이다.

## 같이 보기
- 감자칩
- 미국 요리
- 포카칩
- 프링글스
- 감자튀김